# Constantin Cantacuzino-Pașcanu
Constantin Cantacuzino-Pașcanu (n. 1856 – d. 30 ianuarie 1927, Neuilly-sur-Seine, Seine, Franța) a fost un om politic român.

## Biografie
S-a născut în ramura moldovenească a familiei boierești Cantacuzino, iar tatăl lui, Lascarache, a fost vornic. După finalizarea studiilor juridice la Universitatea din Paris, Cantacuzino s-a întors acasă și s-a alăturat Partidului Conservator. El a fost ales pentru prima dată deputat în 1891 și senator în 1903. Începând de la fondarea Partidului Conservator-Democrat, în 1908, el a fost un membru proeminent al acestei formațiuni politice.
Cantacuzino a îndeplinit funcția de președinte al Adunării Deputaților de două ori: în februarie - aprilie 1907 și în decembrie 1912 - ianuarie 1914. În perioada în care a deținut această funcție au fost adoptate o serie de legi, inclusiv una pentru organizarea Armatei Române și o alta pentru ratificarea Tratatului de la București. În vara anului 1914, a luat parte la ședințele Consiliului de Coroană de la Sinaia, argumentând pentru neutralitatea României în Primul Război Mondial. Doi ani mai târziu, el a luat parte la ședința Consiliului de Coroană de la Palatul Cotroceni, votând pentru intrarea României în război de partea Aliaților. El a devenit senator de drept în 1926 și a murit în anul următor, la Neuilly-sur-Seine.